# РД-0410
РД-0410 (Индекс ГРАУ — 11Б91, известен также как «Иргит» и «ИР-100») — первый и единственный советский ядерный ракетный двигатель. Был разработан в конструкторском бюро «Химавтоматика», Воронеж.
Реактор прошёл значительную серию испытаний, но ни разу не испытывался на полную длительность работы. Внереакторные узлы были отработаны полностью.

## История создания
- 1947 год — начало работ по проекту по предложению В. М. Иевлева, поддержанному И. В. Курчатовым, М. В. Келдышем и С. П. Королёвым.
- 1953 год — постановление правительства о разработке «крылатых ракет с прямоточным двигателем с использованием атомной энергии»
- 1955 год — создание группы в НИИ-1 МАП по разработке концепции ядерных ракетных двигателей (ЯРД) во главе с В. М. Иевлевым (К. И. Артамонов, А. С. Коротеев и другие), с удельным импульсом 850—900 секунд («А») и до 2000 с («В»).
- 1956 год — постановление правительства о «создании баллистической ракеты дальнего действия с атомным двигателем»; генеральный конструктор ракеты — С. П. Королев, двигателя — В. П. Глушко, реактора — А. И. Лейпунский, организация подготовки специалистов в МАИ — отв. инженер Н. Н. Пономарёв-Степной.
- 1958 год — постановление правительства о создании ядерного ракетного двигателя, научное руководство поручено М. В. Келдышу, И. В. Курчатову и С. П. Королеву.
- 1958 год — начало строительства на полигоне № 2 МО СССР (ядерный полигон в Семипалатинске) стенда с реактором и горячей лабораторией.
- 1964 год — постановление ЦК КПСС и СМ СССР о строительстве на Семипалатинском полигоне стартового комплекса «Байкал» — испытательной базы ЯРД (50°10′13″ с. ш. 78°22′36″ в. д.HGЯO).
- 1966 год — создание ЯРД 11Б91 («А»); научное руководство — Центр Келдыша (В. М. Иевлев), изготовление — КБХА (А. Д. Конопатов), ТВС ЯРД — ПНИТИ (И. И. Федик).
- 1968 год — разработка газофазного ядерного ракетного (ГФЯР) двигателя РД-600; научное руководство — Центр Келдыша, разработка — НПО «Энергомаш», В. П. Глушко, с тягой 6 МН и удельным импульсом 2000 с. До практической реализации проект не дошёл[1].
- 1968 год — постановление правительства о создании ГФЯР РД-600 и строительство стендовой базы «Байкал-2».
- 1970 год — НПО «Энергомаш», Центр Келдыша — эскизный проект космической энергоустановки с ГФЯР ЭУ-610 мощностью 3,3 ГВт
- 1972 год — физический пуск реактора ИВГ на комплексе «Байкал» (Н. Н. Пономарёв-Степной).
- 1977 год — окончание отработки внереакторных узлов на «холодном» двигателе.
- 27 марта 1978 года — первый энергетический пуск первого реактора ЯРД 11Б91. Мощность: до 25 МВт (примерно 1/7 от проектной) , температура водорода — до 1500 градусов Цельсия, время работы — 70 секунд.
- июль 1978 года — второй энергетический пуск. Достигнута мощность 33 МВт.
- август 1978 года — третий энергетический пуск. Достигнута мощность 42 МВт, температура водорода — 2630 К[2].
- 1980-е годы — достигнута мощность 63 МВт, температура водорода — 2500K.
- 1988 год — полная остановка работ по теме ЯРД 11Б91/РД0410.

В НИИхиммаш проведено более 250 испытаний на 30 "холодных двигателях" (без реактора). Была осуществлена практически полная отработка агрегатов двигателя. Максимальная отработка на одном двигателе превысила 13000 с при заданном ресурсе 3600 с.
На Семипалатинском ядерном полигоне проведены комплексные испытания агрегатов двигателя в натурных условиях на режимах 0,7-1,1 номинальной мощности, а также серия огневых испытаний реактора на газообразном водороде.

## Основные параметры
- Тяга в пустоте: 3,59 тс (35,28 кН).
- Тепловая мощность реактора: 196 МВт.
- Удельный импульс тяги в пустоте: 910 кгс·с/кг (8927 м/с).
- Число включений: 10.
- Ресурс работы: 1 час.
- Компоненты топлива: рабочее тело — жидкий водород, вспомогательное вещество — гептан.
- Масса с радиационной защитой: 2000 кг.
- Габариты реактора: высота — 800 мм, диаметр — 550 мм.
- Габариты двигателя: высота — 3,5 м, диаметр — 1,6 м (по другим данным, высота — 3,7 м, диаметр — 1,2 м).
- Годы разработки: 1965—1985[4].

## Конструкция
В РД-0410 был применён гетерогенный реактор на тепловых нейтронах. При таком решении материал замедлителя расположен отдельно от содержащих уран тепловыделяющих элементов (твэлов), что обеспечивало возможность получения высокого удельного импульса тяги за счет повышения температуры нагрева рабочего тела при оптимальном выборе состава топливной композиции твэлов на основе тугоплавких карбидов.
Замедлителем служил гидрид циркония, отражатели нейтронов — из бериллия, ядерное топливо — материал на основе карбидов урана и вольфрама, с обогащением по изотопу-235 около 90%. Конструкция включала в себя 37 тепловыделяющих сборок, покрытых теплоизоляцией, отделявшей их от замедлителя. Проектом предусматривалось, что поток водорода вначале проходил через отражатель и замедлитель, поддерживая их температуру на уровне комнатной, а затем поступал в активную зону, где охлаждал тепловыделяющие сборки, нагреваясь при этом до 3100К. На стенде отражатель и замедлитель охлаждались отдельным потоком водорода.
Двигатель РД-0410 работал по замкнутой схеме. Водород и гептан подавались центробежными насосами, привод которых осуществлялся осевыми турбинами. Баланс необходимой мощности насосов и имеющейся мощности турбин турбонасосных агрегатов обеспечивался при температуре водорода на входе в турбины, не превышающей допустимую для материала замедлителя реактора. Это позволяло обеспечить нагрев рабочего тела для турбины в охлаждающих трактах реактора без дополнительных генераторных тепловыделяющих сборок (ТВС). Водородный турбонасосный агрегат состоял из трехступенчатого насоса и одноступенчатой осевой турбины. Ротор состоял из двух частей: на одной расположены крыльчатки первой и второй ступени
насоса, на другой — крыльчатка третьей ступени и рабочее колесо турбины. Такая конструкция ротора позволила повысить его жесткость. В агрегате использовались высокоэффективные уплотнения с плавающими кольцами и упругодемпферные опоры.